# Wanderwege im Oberbergischen Land
Das Gebiet des Naturparks Bergisches Land wird oft als Erholungsgebiet genutzt. Es bietet ein abwechslungsreiches Naturpanorama bestehend aus Tälern, Bergen, Wiesen, tiefen Forsten, Bächen, Flüssen und Talsperren.
Ein etwa 1.600 km großes Netz von Wanderwegen bietet jedem die Möglichkeit, eine passende Strecke zu finden. Sämtliche Wanderwege des Bergischen Landes wurden bis auf wenige Ausnahmen vom Sauerländischen Gebirgsverein ausgewiesen und werden von diesem betreut.
Etliche Aussichtstürme bieten einen guten Überblick über die unmittelbare Landschaft. Zu empfehlen sind auch Rundwanderungen um die Talsperren.

## Liste der Wanderwege

### Überregionale Fernwanderwege
- Fernwanderweg Deutsche Einheit (1080 km)

von Aachen bis Görlitz.

### SGV Hauptwanderstrecken

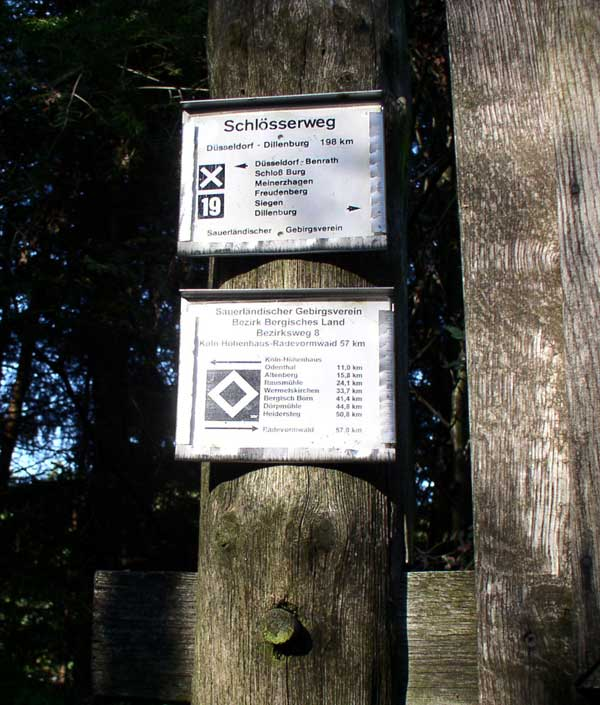
Hinweisschilder für Wanderwege

Die Hauptwanderstrecken des Sauerländischen Gebirgsvereins (SGV) sind mit einem weißen Andreaskreuz markiert und für mehrtägige Wanderungen gedacht. Durch das Obergische Land führen folgende Hauptwanderstrecken:
- X3 - Talsperrenweg (174 km)

Hagen 0,0 - Hasper Talsperre 9,0 - Ennepetalsperre 21,0 - Halver 34,0 - Kerspetalsperre 42,0 - Lingesetalsperre 49,0 - Brucher Talsperre 53,0 - Aggertalsperre 64,0 - Auf dem Dümpel 72,0 - Biggetalsperre 84,0 - Krombach 104,0 - Kindelsberg 108,0 - Breitenbachtalsperre 113,0 - Hilchenbach 116,0 - Sohlbach 128,0 - Lahnhof 145,0 - Fischelbach 156,0 - Biedenkopf 174,0
- X7 - Residenzenweg (153 km)

Arnsberg 0,0 - Hellefeld 7,5 - Kloster Brunnen 19,5 - Wildewiese 26,5 - Affeln 39,5 - Neuenrade 46,0 - Werdohl-Dresel 51,0 - Lüdenscheid 63,0 - Halver 76,0 - Egen 85,0 - Wuppertal-Beyenburg 104,0 - Rutenbeck 126,0 - Solingen-Gräfrath 130,0 - Kemperdick 143,5 - Düsseldorf-Gerresheim 152,5
- X9 - Rhein-Ruhr-Weg (169 km)

Dortmund 0,0 - Hohensyburg 13,0 - Schloss Hohenlimburg 35,0 - Albringwerde 47,0 - Lüdenscheid 58,0 - Kierspe 74,0 - Schloss Gimborn 88,0 - Ründeroth 98,0 - Drabenderhöhe 105,0 - Much 112,0 - Bröleck 123,0 - Eitorf 136,0 - Uckerath 147,0 - Nonnenberg 157,0 - Margarethenhöhe 163,0 - Königswinter 169,0
- X11 - Lenne-Sieg-Weg (117 km)

Plettenberg 0,0 - Nordhelle 18,0 - Meinerzhagen 29,0 - Unnenberg 37,0 - Gummersbach 43,0 - Niederseßmar 47,0 - Marienhagen 51,0 - Wiehl 58,0 - Schloss Homburg 63,0 - Waldbröl 74,0 - Morsbach 84,0 - Junkernthal 96,0 - Freusburg 99,0 - Oberschelden 108,0 - Siegen 117,0
- X11a - Rheinischer Weg (59 km)

Bergisch Gladbach 0,0 - Herkenrath 7,0 - Brombach 17,0 - Hohkeppel 22,0 - Holz 27,0 - Berghausen 42,0 - Gummeroth 50,0 - Gummersbach-Niederseßmar 59,0
- X12 - Richard-Schirrmann-Weg (113 km)

Werdohl 0,0 - Welliner Baum 7,0 - Herscheid 13,0 - Ebbekamm - bei der Nordhelle - 18,0 - Valbert 21,0 - Drolshagen 36,0 - Silberkuhle 45,0 - Nosbach 51,0 - Erdingen 59,0 - Hermesdorf 65,0 - Waldbröl 71,0 - Altenherfen 85,0 - Schneppe 89,0 - Bröl 100,0 - Wahnbachtalsperre 104,0 - Siegburg 113,0
- X19 - Schlösserweg (198 km)

Düsseldorf-Benrath 0,0 - Leichlingen (Rheinland) 23,0 - Wupperhof 34,0 - Sengbachtalsperre 41,0 - Schloss Burg - an der Wupper 44,0 - Dreibäumen 59,0 - Wipperfeld 70,0 - Kloster Ommerborn 78,0 - Rönsahl 97,0 - Meinerzhagen 110,0 - Lieberhausen 117,0 - Blockhaus 129,0 - Rothemühle 140,0 - Freudenberg 152,0 - Siegen 167,0 - Wilnsdorf 177,0 - Haiger 192,0 - Dillenburg 198,0
- X22 - Kurkölner Weg (153 km)

Meschede 0,0 - Wenholthausen 14,5 - Eslohe 19,0 - Weuspert 31,5 - Lenhausen 39,5 - Bamenohl 43,5 - Attendorn 53,5 - Olpe 71,5 - Silberkuhle 82,5 - Blankenbach 87,0 - Oberbierenbach 103,0 - Drabenderhöhe 114,5 - Naafbachtal 128,0 - Hoffnungsthal 145,0 - Köln-Rath 153,0
- X28 - Graf-Engelbert-Weg (111 km)

Hattingen 0,0 - Isenburg 5,0 - Köllershof 14,5 - Feldersbach 18,0 - Schee 21,5 - Schwelm 26,0 - Spreeler Mühle 34,0 - Radevormwald 43,0 - Bevertalsperre 53,0 - Wipperfürth 63,0 - Fähnrichstüttem 65,0 - Remshagen 74,0 - Engelskirchen 77,0 - Drabenderhöhe 86,0 - Windeck-Schladern 111,0
Das letzte Teilstück des Graf-Engelbert-Weg führt von Wiehl-Drabenderhöhe - Oberbach - Herftenrath über Nümbrecht-Kurtenbach - Niederbreidenbach - Grunewald - Lindscheid - Benroth - Berkenroth und dann über den Höhenzug Nutscheid über Waldbröl-Geilenkausen - Bladersbach, am Galgenberg und den "Drei Eichen" - dem Windecker Hochgericht im Mittelalter - vorbei, über Höhnrath nach Windeck-Schladern (S-Bahn Haltestelle). Streckenlänge 25 km
- X29 - Bergischer Weg (133 km)

Essen-Rüttenscheid 0,0 - Baldeneysee 10,0 - Velbert 18,5 - Neviges 25,0 - Wuppertal-Varresbeck 35,5 - Wuppertal-Cronenberg 42,0 - Müngsten 48,0 - Burg an der Wupper 54,5 - Markusmühle 65,0 - Bechen-Neuenhaus 76,0 - Hohkeppel 89,5 - Schloss Ehreshoven 92,5 - Marialinden 101,0 - Neunkirchen 115,5 - Winterscheid 120,5 - Blankenberg 128,0 - Uckerath 133,0

### SGV Bezirkswanderwege
Die Bezirkswanderwege des Sauerländischen Gebirgsvereins (Bezirk Bergisch-Land) sind mit einer weißen Raute markiert. Durch das Oberbergische Land führen folgende längere Bezirkswanderwege:
Bereich Bergisches Land: (Die Wege mit den Nummern 1-5,7,10-18 liegen außerhalb des Oberbergischen Landes oder existieren nicht mehr)
- Bezirkswanderweg 6 (Wupperweg): Von der Quelle der Wupper zur Mündung.
- Bezirkswanderweg 8: Von Radevormwald nach Köln-Höhenhaus
- Bezirkswanderweg 9: Von Bergisch Gladbach nach Wipperfürth

Bereich Oberbergisches Land:
- Bezirkswanderweg 1: Von Schladern/Sieg zum Forsthaus Mohrenbach (Morsbach)
- Bezirkswanderweg 2: Von Auf dem Dümpel nach Engelskirchen
- Bezirkswanderweg 3: Von Valbert nach Waldbröl

Straße der Arbeit
- Die Museumsroute Straße der Arbeit wird ab 2005 als 240 km langer Wanderweg ausgewiesen. Dabei folgt der Weg weitgehend dem Lauf schon vorhandener markierter Wanderwege, wie z. B. dem Wupperweg.

Bergischer Panoramasteig
- Der Bergische Panoramasteig ist ein 244 km langer Rundwanderweg und führt in 12 Etappen durch die Gebiete des Oberbergischen und des Rheinisch-Bergischen Kreises. Er wurde vom Sauerländischen Gebirgsverein mit gelben Wegzeichen und der Bezeichnung Bergischer Panoramasteig einheitlich markiert und 2013 eröffnet.

### Ortswanderwege

#### Hückeswagen
| Rund-/Wanderweg                    | Wegzeichen      | Wegstrecke | Weglänge |
| Rundwanderweg Rund um den Hauptort | O               | Tannenbaum – Hartkopsbever – Großberghausen – Busche – Mickenhagen – Hummeltenberger Mühle – Walkmühle – Sportplatz – Karquelle – Erlensterz – Wiehagen („Wiehager Höhe“) – Kammerforsterhöhe – Großenscheidt – Hambüchen – Dierl – Tannenbaum                                                                                          | 14,6 km  |
| Historischer Rundweg Hückeswagen   | H               | Etapler Platz - Schloss - Marktstraße - Kölner Straße - Friedrichstraße - Bachstraße - Wupper-Vorsperre - Dürhagen - Am Bilstein - Voßhagen - Engelshagen - Wupper-Vorsperre - Etapler Platz | 12,0 km  |
| Wanderweg                          | =               | Großkatern - Kleinkatern - Bochen - östlich Dörpfelder Höhe - Dörpfeld - Kurzfeld - Maisdörpe - Remscheid-Bergisch Born - Remscheid-Tefental - Remscheid-Oberlangenbach - Goldenbergshammer - Remscheid-Dorpmühle - Hangberg - Voßhagen - Dörpe-Vorsperre - Wuppertalsperre - Remscheid-Kräwinklerbrücke                                | 13,3 km  |
| Wanderweg                          | Δ               | Elberhausen - Reinshagenbever - Hartkopsbever - Kleineichen - Tannenbaum - südlich Schmitzberg - südlich Aue - Hückeswagen - nördlich Pixwaag - Karquelle - Höhsiepen - nördlich Braßhagen - Bergische Eisenstraße - Goldenbergshammer                                                                                                  | 8,7 km   |
| Wanderweg                          | Δ gefüllt       | Radevormwalder Zentrum - Radevormwald-Kaffeekanne - Niederhagelsiepen - östlich Kirschsiepen - nördlich Mittelbeck - südlich Vormwald - Niederbeck - Neuenherweg - westlich Linde - Wüste - Bergerhof - Neuhückeswagen - Hückeswagen (Altstadt) - Wegerhof - Westhofener Höhe - Schneppendahl - Waldgebiet Mul/Purd - Großkatern - Purd | 15,2 km  |
| Wanderweg                          | Quadrat         | Wermelskirchener Knochenmühle - Kotthausen - Straßweg - nördlich Wickesbaerg - Kleinkatern - Waldgebiet Mul/Purd - Grünestraße - Sohl - Knefelsberg - Steinberg - Hückeswagen - Neuhückeswagen - Aue - Kleinberghausen - nördlich Busche - Östlich Busche - Kägernberg - Wefelsen                                                       | 12,4 km  |
| Wanderweg                          | Quadrat gefüllt | Hückeswagen - nördlich Pixwaag - Karquelle - Engelshagen - Steffenshagen - Voßhagen - Ringwallanlage Am Bilstein - Dörpe-Vorsperre - Wuppertalsperre - Remscheid-Kräwinklerbrücke | 7 km     |
| Bever-Rundweg                      | B im Kreis      | Hückeswagen - Großberghausen - Wefelsen - Stooter Mühle - Kleinhöhfeld - Höhe - Großhöhfeld - Niederlangenberg - Staudamm Bevertalsperre - Badestelle Zornige Ameise - Großberghausen (Ziel/Start) | 15 km    |
| Wanderweg                          | -               | Purd - Niederburghof - Oberburghof - Neuenholte - Altenholte - Sohl - Knefelsberg - Kobeshofen - Hückeswagen - Aue - Neuhückeswagen - Pixberg - rechtes Ufer der Wuppertalsperre - Karrenstein - Wiebach-Vorsperre | 14,5 km  |

Ausgangspunkt Hückeswagen (Hauptort)
| Rund-/Wanderweg | Wegzeichen | Wegstrecke | Weglänge |
| Rundwanderweg   | A4         | Hückeswagen - südlich Aue - südlich Schmitzberg - Tannenbaum - Hartkopsbever - Staudamm Bevertalsperre - Uferweg Bevertalsperre - östlich Busche - nördlich Busche - nördlich Kleinberghausen - südlich Fuhr - Aue - Neuhückeswagen - Hückeswagen | 7,1 km   |
| Rundwanderweg   |            | Rundweg durch die historische Innenstadt |          |

Ausgangspunkt Frohnhausener Bachtal
| Rund-/Wanderweg | Wegzeichen | Wegstrecke | Weglänge |
| Rundwanderweg   | A1         | Frohnhausener Bachtal - Neuhückeswagen - Bergerhof - südlich Buchholz - Bergerhof - Neuhückeswagen - Frohnhausener Bachtal                                                                | 3 km     |
| Rundwanderweg   | A2         | Frohnhausener Bachtal - Neuhückeswagen - Bergerhof - südlich Buchholz - Wüste- östlich Böckel - westlich Frohnhausen - Frohnhausener Bachtal                                              | 4,1 km   |
| Rundwanderweg   | A3         | Frohnhausener Bachtal - Neuhückeswagen - Bergerhof - Wüste- westlich Linde - Neuenherweg - Heinhausen - Eckenhausen - Mickenhagen - östlich Fuhr - Neuhückeswagen - Frohnhausener Bachtal | 7,9 km   |

Ausgangspunkt Voßhagen
| Rund-/Wanderweg | Wegzeichen | Wegstrecke                                                                           | Weglänge |
| Rundwanderweg   | A7         | Voßhagen - Dürhagen - Ringwallanlage Bilstein - Voßhagen                             | 2,4 km   |
| Rundwanderweg   | A8         | Voßhagen - linkes Ufer der Wupper-Vorsperre - Engelshagen - Steffenshagen - Voßhagen | 5,4 km   |

Ausgangspunkt Wupper-Vorsperre (Mühlenweg)
| Rund-/Wanderweg | Wegzeichen | Wegstrecke | Weglänge |
| Rundwanderweg   | A9         | Auf Uferwegen rund um die Wupper-Vorsperre | 5 km     |
| Rundwanderweg   | A10        | Mühlenweg - rechtes Ufer der Wupper-Vorsperre - Karrenstein - Wiebach-Vorsperre - Oberhombrechen - Mitberg - Kormannshausen - Neukretze . Niederhombrechen - rechtes Ufer der Wupper-Vorsperre - Sperrwerk Wupper-Vorsperre - linkes Ufer der Wupper-Vorsperre - Mühlenweg | 12 km    |

Ausgangspunkt Grünestraße
| Rund-/Wanderweg | Wegzeichen | Wegstrecke | Weglänge |
| Rundwanderweg   | A1         | Grünestraße - Altenholte - Neuenholte - Waldgebiet Mul/Purd - Grünestraße                                                          | 2,6 km   |
| Rundwanderweg   | A2         | Grünestraße - Röttgen - Waldgebiet Mul/Purd - Grünestraße                                                                          | 4,4 km   |
| Rundwanderweg   | A3         | Grünestraße - Waldgebiet Mul/Purd - südlich Großkatern - Purd - Niederburghof - Oberburghof - Neuenholte - Alteholte - Grünestraße | 8,7 km   |
| Rundwanderweg   | A4         | Grünestraße - Waldgebiet Mul/Purd - südlich Großkatern - Neuenholte - Alteholte - Grünestraße                                      | 5,1 km   |
| Rundwanderweg   | A5         | Grünestraße - Röttgen - Waldgebiet Mul/Purd - Grünestraße                                                                          | 3,9 km   |
| Rundwanderweg   | A6         | Grünestraße - Röttgen - Waldgebiet Mul/Purd - südlich Großkatern - Grünestraße                                                     | 5,3 km   |

#### Lindlar
Der Lindlarer Rundweg und seine Querspangen
| Rund-/Wanderweg               | Wegzeichen | Wegstrecke | Weglänge |
| Rundwanderweg Rund um Lindlar | L im Kreis | Schmitzhöhe - Holl - Müllemisch - Loxsteeg - Hohkeppel - Hohbusch - Unterfrielinghausen - Holz - Oberschümmerich - Eichholz - Remshagen - Kaiserau - Kuhlbach - Dassiefen - Eibach - Oberlichtinghagen - Unterlichtinhagen - Oberhabbach - Bühlstahl - Unterfeld - Oberfeld - Oberbüschem - Ommerborn - Kaufmannsommer - Rölenommer - Frangenberg - Müllersommer - Linde - Unterkoten - Unterommer - Schlürscheid - Quabach - Hommerich - Schloss Georgshausen - Schmitzhöhe | 55,2 km  |
| Wanderweg/ Querspange         | Δ          | Lindlarer Rundweg bei Remshagen - Klause - Vorderrübach - Hönighausen - Hartegasse - Kapellensüng - Lindlarer Rundweg | 6,4 km   |
| Wanderweg/ Querspange         | Quadrat    | Lindlarer Rundweg bei Holz - Unterheiligenhoven - Scheller - Kemmerich - Brückerhof - Unterbreidenbach - Mittelbreidenbach - Oberbreidenbach - Kurtenbach - Lindlarer Rundweg bei Ommerborn | 13,3 km  |
| Wanderweg/ Querspange         | -          | Lindlarer Rundweg bei Oberschümmerich - Altenrath - Böhl - Lindlar - Heibach - Schlüsselberg - Lindlarer Rundweg | 9,7 km   |

Ausgangspunkt Lindlar (Hauptort)
| Rund-/Wanderweg                   | Wegzeichen | Wegstrecke | Weglänge |
| Rundwanderweg                     | A1         | Lindlar - Oberheiligenhoven - Unterheiligenhoven - Voßbruch - Lindlar                                                                                  | 4,9 km   |
| Rundwanderweg                     | A2         | Lindlar - Vorderrübach - östlich Abrahamstal - Lindlar                                                                                                 | 7,0 km   |
| Rundwanderweg                     | A3         | Lindlar - Voßbruch - Unterheiligenhoven - Wöstenberg - Hölzer Kopf - östlich Tannhof - Oberschümmerich - Unterschümmerich - Altenrath - Böhl - Lindlar | 11,1 km  |
| Rundwanderweg (Jugendherbergsweg) | JH         | Lindlar - Jugendherberge - Horpe - Remshagen - Klause - Vorderrübach - Lindlar                                                                         | 5,1 km   |

Ausgangspunkt Frielingsdorf
| Rund-/Wanderweg | Wegzeichen | Wegstrecke | Weglänge |
| Rundwanderweg   | A1         | Frielingsdorf - östlich Niederhabbach - Unterlichtinghagen - westlich Scheel - Frielingsdorf                          | 4,3 km   |
| Rundwanderweg   | A2         | Frielingsdorf - östlich Niederhabbach - Unterlichtinghagen - Oberhabbach - Bühlstahl - Oberbrochhagen - Frielingsdorf | 8,2 km   |
| Rundwanderweg   | A3         | Frielingsdorf - Nördlich Scheel - Oberlichtinghagen - Eibach - Dassiefen - Scheel - Frielingsdorf                     | 9,3 km   |

Ausgangspunkt Kapellensüng
| Rund-/Wanderweg | Wegzeichen | Wegstrecke | Weglänge |
| Rundwanderweg   | A1         | Kapellensüng - Hammen - Schlüsselberg - Kapellensüng                                                                                                 | 5,5 km   |
| Rundwanderweg   | A2         | Kapellensüng - Hartegasse - Stelberg - Oberbüschem - Bonnersüng - Kapellensüng                                                                       | 6,1 km   |
| Rundwanderweg   | A3         | Kapellensüng - Hartegasse - Unterbrochhagen - Mittelbrochhagen - Unterfeld - Stelberg - Oberbüschem - westlich Unterbüschem - Löhsung - Kapellensüng | 10,7 km  |

Ausgangspunkt Linde
| Rund-/Wanderweg | Wegzeichen | Wegstrecke | Weglänge |
| Rundwanderweg   | A1         | Linde - Frangenberg - Müllersommer - Linde | 3,5 km   |
| Rundwanderweg   | A2         | Linde - Frangenberg - Spich - Kurtenbach - Kaufmannsommer - Rölenommer - Müllersommer - Linde                                                                                           | 7,7 km   |
| Rundwanderweg   | A3         | Linde - Frangenberg - Unterbreidenbach - Mittelbreidenbach - Oberbreidenbach - Kurtenbach - Pferdskopf - Delling - Schultheismühle - Olperhof - Büchel - Bosbach - Müllersommer - Linde | 13,0 km  |
| Rundwanderweg   | A4         | Linde - Scheurenhof - Siebenseifen - Unterhürholz - Oberhürholz - Kemmerich - Brückerhof - Unterbreidenbach - Linde                                                                     | 10,7 km  |

Ausgangspunkt Schmitzhöhe
| Rund-/Wanderweg | Wegzeichen | Wegstrecke | Weglänge |
| Rundwanderweg   | A1         | Schmitzhöhe - östlich Wallerscheid - Schmitzhöhe                                                              | 2,5 km   |
| Rundwanderweg   | A2         | Schmitzhöhe - Schloss Georghausen - Oberbilstein - westlich Wallerscheid - südlich Wallerscheid - Schmitzhöhe | 4,5 km   |

Ausgangspunkt "Bergisch Rhön"
| Rund-/Wanderweg | Wegzeichen | Wegstrecke                                                           | Weglänge |
| Rundwanderweg   | O          | Segelflugplatz - Holz - Oberfrielinghausen - Klespe - Segelflugplatz | 7,7 km   |

Ausgangspunkt Hohkeppel
| Rund-/Wanderweg | Wegzeichen | Wegstrecke                                       | Weglänge |
| Rundwanderweg   | A1         | Hohkeppel - Kleulshöhe - Oberhasbach - Hohkeppel | 4,0 km   |

#### Marienheide
Ausgangspunkt Marienheide (Hauptort)
| Rund-/Wanderweg | Wegzeichen | Wegstrecke | Weglänge |
| Rundwanderweg   | A7         | Marienheide - Däinghausen - Kotthausen - Schöneborn - Späinghausen - Stülinghausen - Bruchertalsperre - Eberg - Marienheide | 9,6 km   |
| Wanderweg       | =          | Klosterkirche - Eberg - Bruchertalsperre                                                                                    | 3 km     |

Ausgangspunkt Schloss Gimborn
| Rund-/Wanderweg | Wegzeichen | Wegstrecke | Weglänge |
| Rundwanderweg   | A1         | Gimborn - nordöstlich Lindlar-Scheel - Lindlar-Oberlichtinghagen - Forsthaus Kümmel - Gimborn                        | 7 km     |
| Rundwanderweg   | A2         | Gimborn - Forsthaus Kümmel - Grunewald - Gimborn                                                                     | 5,4 km   |
| Rundwanderweg   | A3         | Gimborn - Grunewald - Dürholzen - nördlich Jedinghagen - Gimborn                                                     | 6,1 km   |
| Rundwanderweg   | A4         | Gimborn - Grunewald - südlich Siemerkusen - Winkel - Hütte-Dürholzen - Jedinghagen - nördlich Erlinghnagen - Gimborn | 9,5 km   |

Ausgangspunkt Holzwipper
| Rund-/Wanderweg | Wegzeichen | Wegstrecke                                                        | Weglänge |
| Rundwanderweg   | A5         | Holzwipper - Gervershagen - Bruchertalsperre - Holzwipper         | 5,3 km   |
| Rundwanderweg   | A6         | Holzwipper - Bruchertalsperre - Holzwipper                        | 4,6 km   |
| Rundwanderweg   | W          | Holzwipper - Börlinghausen - nordwestlich Dannenberg - Holzwipper | 4,7 km   |

Ausgangspunkt Obernhagen
| Rund-/Wanderweg | Wegzeichen | Wegstrecke | Weglänge |
| Rundwanderweg   | A1         | Obernhagen - Berghof - Gummersbach-Niedernhagen - westlich Siepen - östlich Siepen - Obernhagen                          | 6,3 km   |
| Rundwanderweg   | A2         | Obernhagen - Müllenbach - nördlich Rodt - Bruchertalsperre - Gervershagen -westlich Dannenberg - Müllenbach - Obernhagen | 8 km     |

Ausgangspunkt Müllenbach
| Rund-/Wanderweg | Wegzeichen | Wegstrecke | Weglänge |
| Rundwanderweg   | A3         | Müllenbach - Obernhagen - nordwestlich Gummersbach-Unnenberg - Aussichtsturm Unnenberg - Forst Hardt - Müllenbach | 11,5 km  |
| Rundwanderweg   | A4         | Müllenbach - Dahl - Müllenbach                                                                                    | 2,1 km   |

Ausgangspunkt Dannenberg
| Rund-/Wanderweg | Wegzeichen | Wegstrecke | Weglänge |
| Rundwanderweg   | A5         | Dannenberg - Wasserfall - Aussichtsturm Unnenberg - Dannenberg                                                     | 7,8 km   |
| Rundwanderweg   | A6         | Dannenberg - Genkeltalsperre - Meinerzhagen-Haus Eistringhausen - Meinerzhagen-Genkel - Börlinghausen - Dannenberg | 9,7 km   |

Ausgangspunkt Rodt
| Rund-/Wanderweg | Wegzeichen | Wegstrecke                                 | Weglänge |
| Wanderweg       | A7         | Rodt - Bruchertalsperre - Eberg            | 2 km     |
| Rundwanderweg   | A8         | Rodt - Rund um die Bruchertalsperre - Rodt | 4,7 km   |

Ausgangspunkt Sattlershöhe
| Rund-/Wanderweg | Wegzeichen | Wegstrecke                                                                         | Weglänge |
| Rundwanderweg   | A4         | Sattlershöhe - Rehberg - Scharde - westlich Marienheide - Hauerberg - Sattlershöhe | 5,3 km   |

Ausgangspunkt Schmitzwipper
| Rund-/Wanderweg | Wegzeichen | Wegstrecke                                                                                                  | Weglänge |
| Rundwanderweg   | A3         | Schmitzwipper - Lingesetalsperre Moosberg - Linge - Wernscheid - Lambach - Lingesetalsperre - Schmitzwipper | 6,8 km   |

Ausgangspunkt Wernscheider Grund
| Rund-/Wanderweg | Wegzeichen | Wegstrecke | Weglänge |
| Rundwanderweg   | A1         | Wernscheider Grund - Kattwinkel - Lienkamp - Kattwinkel - Wernscheider Grund                                                                                        | 4,5 km   |
| Rundwanderweg   | A9         | Wernscheider Grund - Wernscheid - Lambach - Lingesetalsperre Schmitzwipper - Meinerzhagen-Wernscheid - Lingesetalsperre - Lambach - Wernscheid - Wernscheider Grund | 10,2 km  |

#### Morsbach
Ausgangspunkt Morsbach (Kurpark)
| Rund-/Wanderweg | Wegzeichen | Wegstrecke | Weglänge |
| Rundwanderweg   | Δ K        | Morsbach - nördlich Niederwarnsbach - Birzel - Kappenstein (Rheinland-Pfalz) - Sommerhof (Rheinland-Pfalz) - Lützelseifen - Seifen - Morsbach | 11,5 km  |
| Rundwanderweg   | Δ          | Morsbach - nördlich Niederwarnsbach - Birzel - Kappenstein (Rheinland-Pfalz) - Sommerhof (Rheinland-Pfalz) - westlich Crottorf (Rheinland-Pfalz) westlich Weidenbruch (Rheinland-Pfalz) - Mohrenbach (Rheinland-Pfalz) - östlich Korseifen - Sommerhof (Rheinland-Pfalz) - Lützelseifen - Seifen - Morsbach | 21,5 km  |
| Rundwanderweg   | ∇ K        | Morsbach - nördlich Alzen - Stockshöhe - Stentenbach - Schlechtingen - Morsbach | 6,5 km   |
| Rundwanderweg   | ∇          | Morsbach - nördlich Alzen - Stockshöhe - Möhren (Rheinland-Pfalz) - Diedenberg (Rheinland-Pfalz) - östlich Neuhöhe (Rheinland-Pfalz) - Hohäuschen (Rheinland-Pfalz) - Rübegarten (Rheinland-Pfalz) - Stentenbach - Schlechtingen - Morsbach                                                                 | 20,5 km  |
| Rundwanderweg   | O K        | Morsbach - Ortseifen - Morsbach |          |
| Rundwanderweg   | O          | Morsbach - Ortseifen - Lichtenberg - östlich Euelsloch - Morsbach | 11,6 km  |
| Rundwanderweg   | Quadrat    | Morsbach - östlich Rossenbach - Hahn - westlich Böcklingen - Hilstert - westlich Böcklingen - Hahn - westlich Rossenbach - Morsbach | 10,4 km  |
| Rundwanderweg   | Quadrat K  | Morsbach - östlich Rossenbach - Hahn - westlich Rossenbach - Morsbach | 6,5 km   |
| Rundwanderweg   | -          | Morsbach - Heide - Niederdorf - Bitze - Appenhagen - Holpe - Steimelhagen - Volperhausen - Strick - Morsbach | 12,6 km  |

Ausgangspunkt Lichtenberg
| Rund-/Wanderweg | Wegzeichen | Wegstrecke                                             | Weglänge |
| Rundwanderweg   | A1         | Lichtenberg - Springe - Lichtenberg                    | 3,7 km   |
| Rundwanderweg   | A2 K       | Lichtenberg - Rom - Lichtenberg                        | 2,0 km   |
| Rundwanderweg   | A2         | Lichtenberg - westlich Rom - Rom - Lichtenberg         | 4,8 km   |
| Rundwanderweg   | A3         | Lichtenberg - Oberasbach - Niederasbach - Lichtenberg  | 3,7 km   |
| Rundwanderweg   | A4         | Lichtenberg - Winterhalle - westlich Rom - Lichtenberg | 4,5 km   |

Ausgangspunkt Volperhausen
| Rund-/Wanderweg | Wegzeichen    | Wegstrecke | Weglänge |
| Rundwanderweg   | A2            | Volperhausen - Appenbach - Steimelhagen - Volperhausen                                                                                                  | 4,6 km   |
| Rundwanderweg   | A3            | Volperhausen - westlich Bruchen (Rheinland-Pfalz) - Volperhausen                                                                                        | 3,4 km   |
| Rundwanderweg   | umgedrehtes T | Volperhausen - Euelbach (Rheinland-Pfalz) - Widderbach (Rheinland-Pfalz) - Niederstenhof (Rheinland-Pfalz) - Steimelhagen - Ritterseifen - Volperhausen | 7,8 km   |

#### Nümbrecht
Kurzwanderungen im Kurpark (Rundwege) – Längere Wanderungen siehe Tafel des Sauerländischen Gebirgsvereins (SGV)

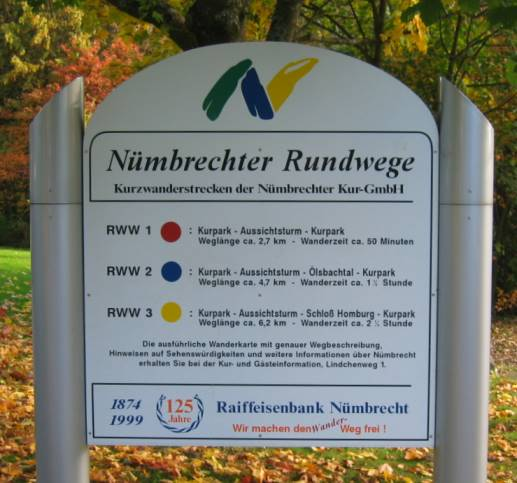
Kurzwandertafel
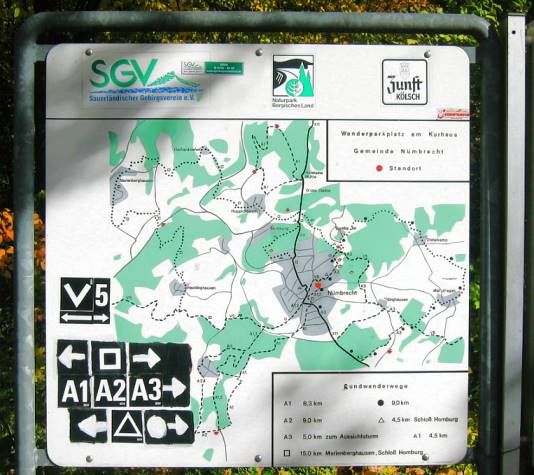
Wandertafel des SGV
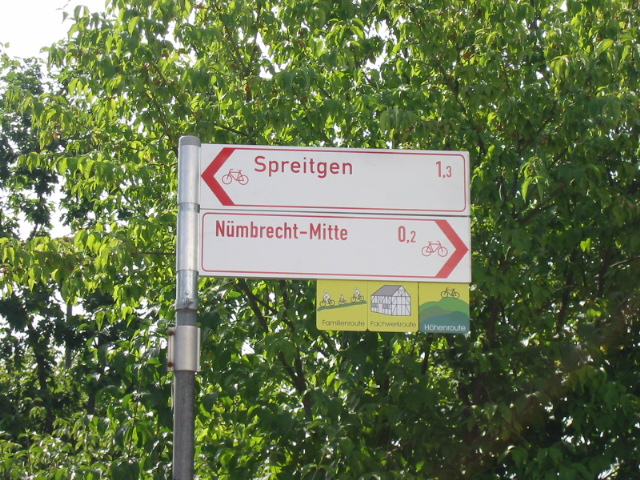
Wegweiser

Alle Wege beginnen im Kurpark Nümbrecht. Folgende Wanderwege werden vom Wanderparkplatz Nümbrecht-Kurpark vom Sauerländischen Gebirgsverein (SGV) angeboten:
- A1 (8,3 km) - A2 (9,0 km) - A3 (5,0 km) - Δ (4,5 km) - Leeres Quadrat (15,0 km) - Kreis (9,0 km)

- 3 Themengebundene Fahrradtouren sind in der Gemeinde Nümbrecht vorhanden. Ausgangspunkt aller drei Routen ist Nümbrecht.

| Routen-Name   | Wegzeichen | Fahrstrecke | Weglänge |
| Fachwerkroute |            | Nümbrecht - Marienberghausen - Lindscheid - Benroth - Langenbach - Berkenroth - Gut Rottland - Richtung Wirtenbach - Bruch                                                                   | 40 km    |
| Familienroute |            | Nümbrecht - Kurpark Nümbrecht - Ententeich - Aussichtsturm - Bruch - Grötzenberg - Wirtenbach - Ahlbusch - Ödinghausen - vorbei an dem Sportpark und Golfplatz Nümbrecht - Nümbrecht Kurpark | 13 km    |
| Höhenroute    |            | Nümbrecht - Nippes - Geringhausen - Wirtenbach - Grötzenberg - Heisterstock - Elsenroth - Marienberghausen - Ölsbachtal - Nümbrecht                                                          | 28 km    |

#### Radevormwald
Ausgangspunkt Neuenhof
| Rund-/Wanderweg | Wegzeichen | Wegstrecke | Weglänge |
| Rundwanderweg   | A1         | Neuenhof - Knefelskamp - Neuenhof                                                                              | 2,3 km   |
| Rundwanderweg   | A2         | Neuenhof - Vogelshaus - Im Holte - Umbeck - Braake - Ennepetalsperre - Beck - nördlich Funkenhausen - Neuenhof | 5,8 km   |

Ausgangspunkt Radevormwald (Rathaus)
| Rund-/Wanderweg | Wegzeichen | Wegstrecke | Weglänge |
| Rundwanderweg   | A1         | Radevormwald - Uelfebad - Radevormwald | 3,2 km   |
| Rundwanderweg   | A2         | Radevormwald - IV.Uelfe - Rochollsberg - südlich Oberönkfeld - südlich Önkfeld - Unterste Mühle - Uelfebad - Radevormwald                                                                                       | 6,8 km   |
| Rundwanderweg   | A3         | Radevormwald - IV.Uelfe - nördlich III.Uelfe - nördlich Knefelskamp - Vogelshaus - Im Holte - Umbeck - Braake - Ennepetalsperre - Beck - nördlich Funkenhausen - Neuenhof - II.Uelfe - III.Uelfe - Radevormwald | 12,3 km  |

Ausgangspunkt Uelfebad
| Rund-/Wanderweg | Wegzeichen | Wegstrecke | Weglänge |
| Rundwanderweg   | A4         | Uelfebad - Im Hagen - Herkingrade - Eistringhausen - Unterste Mühle - Uelfebad                                                          | 4,8 km   |
| Rundwanderweg   | A5         | Uelfebad - Leimhol - Herbeck - Neuenhammer - östlich Keilbeck - östlich Herkingrade - Eistringhausen - Heidt - Oberste Mühle - Uelfebad | 8,9 km   |
| Rundwanderweg   | A6         | Uelfebad - Im Hagen - Herkingrade - westlich Sondern - Remlingrade - Birken - Oberönkfeld - Rochollsberg - Oberste Mühle - Uelfebad     | 10,8 km  |

Ausgangspunkt Hölterhof
| Rund-/Wanderweg | Wegzeichen | Wegstrecke | Weglänge |
| Rundwanderweg   | A1         | Hölterhof - Dieplingsberg - Hückeswagen-Hagelsiepen - Hückeswagen-Niederhagelsiepen - Kaffekanne - Kattenbusch - Sieplenbusch - Walkmüllersiepen - Kleinsiepen - Radevormwald - Hölterhof                                            | 3,9 km   |
| Rundwanderweg   | A2         | Hölterhof - Vorm Holte - Rädereichen - Hückeswagen-Scheuer - Hückeswagen-Niederdahlhausen - Hückeswagen-Neuenherweg - Hückeswagen-Niedebeck - Hückeswagen-Vormwald - Wiebachtal- Kattenbusch - Kaffekanne - Radevormwald - Hölterhof | 9,2 km   |
| Rundwanderweg   | A3         | Hölterhof - Kaffekanne - Kattenbusch - Wiebachtal Wiebach-Vorsperre - südlich Hulverscheidt - Espert - Geilensiepen - Walkmüllersiepen - Kleinsiepen - Radevormwald - Hölterhof                                                      | 7,6 km   |

Ausgangspunkt Niedernfeld
| Rund-/Wanderweg | Wegzeichen | Wegstrecke                                                                     | Weglänge |
| Rundwanderweg   | A1         | Niedernfeld - Uferweg der Wuppertalsperre - Honsberg - Obernfeld - Niedernfeld | 4,4 km   |

#### Waldbröl
Ausgangspunkt Waldbröl (Hauptort, ev. Kirche)
| Rund-/Wanderweg | Wegzeichen | Wegstrecke                                                                     | Weglänge |
| Rundwanderweg   | A2         | Waldbröl - Hahn - nördlich Hoff - Bohlenhagen - Waldbröl                       | 8,3 km   |
| Rundwanderweg   | A4         | Waldbröl - Hecke - Baumen - Hufen - westlich Heide - Wilhelmstal - Waldbröl    | 6,4 km   |
| Rundwanderweg   | A7         | Waldbröl - Romberg - nördlich Hahn - südlich Puhl - südlich Happach - Waldbröl | 6,8 km   |

Ausgangspunkt Niederhof
| Rund-/Wanderweg                    | Wegzeichen | Wegstrecke | Weglänge |
| Rundwanderweg Rund um den Hauptort | O          | Niederhof - Diezenkausen - Hermesdorf - Neuenhof - Biebelshof - Escherhof - Lützingen - Heide - Hufen - Baumen - Herfen - Ruh - Hoff - westlich Hahn - südlich Puhl - Happach - südlich Bröl - Niederhof | 19 km    |
| Rundwanderweg                      | A8         | Niederhof - Thierseifen - Wilkenroth - Niederhof | 4,2 km   |
| Rundwanderweg                      | A9         | Niederhof - nördlich Diezenkausen - südlich Thierseifen - Niederhof | 3 km     |

Ausgangspunkt Spurkenbach
| Rund-/Wanderweg | Wegzeichen | Wegstrecke                                                                      | Weglänge |
| Rundwanderweg   | A1         | Spurkenbach - Mühlenbach - westlich Schönenbach - Westlich Seifen - Spurkenbach | 4,1 km   |
| Rundwanderweg   | A2         | Spurkenbach - Mühlenbach - Spurkenbach                                          | 3,2 km   |
| Rundwanderweg   | A3         | Spurkenbach - Schönebach - Wies - Krahwinkel - östlich Grunewald - Spurkenbach  | 5 km     |
| Rundwanderweg   | A4         | Spurkenbach - östlich Hahnenbach - westlich Mühlenbach - Spurkenbach            | 5,5 km   |

#### Wiehl
Ausgangspunkt Wiehl (Hauptort)
| Rund-/Wanderweg | Wegzeichen    | Wegstrecke | Weglänge |
| Rundwanderweg   | O             | Wiehl - nördlich Siefen - Monsau - südlich des Wohlsbergs - westlich Reichshof-Freckhausen - nördlich des Wohlbergs - Alpe - Dahl - Wülfringhausen - Wiehl | 11,7 km  |
| Rundwanderweg   | O gefüllt     | Wiehl - Wülfringhausen - Altklev - Wiehl | 5,1 km   |
| Rundwanderweg   | -             | Wiehl - Großfischbach - Kleinfischbach - Tropfsteinhöhle - Hübender - nördlich Nümbrecht-Rommelsdorf - nördlich Hübender - Wiehl                           | 9,5 km   |
| Rundwanderweg   | umgedrehtes T | Wiehl - Bruch - Neuklef - südlich Kehlinghausen - Bielstein - Linden - Hengstenberg - nördlich Faulmert - nördlich Großfischbach - Wiehl                   | 11,4 km  |
| Wanderweg       | ∩             | Wiehl - nördlich Hübender - nördlich Nümbrecht-Rommelsdorf - Heckelsiefen - Scheidt - Mühlenau - Burgruine Bieberstein                                     | 8,2 km   |

Ausgangspunkt Bielstein
| Rund-/Wanderweg                 | Wegzeichen      | Wegstrecke | Weglänge |
| Rundwanderweg Rund um Bielstein | O               | Bielstein - Oberbantenberg - Weiershagen - Forst - Brächen - Drabenderhöhe - südlich Hillerscheid - südlich Jennecken - Gassenhagen - Niederbelling - Faulmert - Hengstenberg - Linden - Bielstein | 21,5 km  |
| Wanderweg                       | U               | Bielstein - westlich des Immerkopfs - Forst | 4,0 km   |
| Wanderweg                       | Quadrat         | Bielstein - Hückhausen - Gummersbach-Hunstig - Gummersbach-Dieringhausen | 4,5 km   |
| Wanderweg                       | Quadrat         | Bielstein - Hückhausen - Gummersbach-Hömel - westlich Gummersbach-Schönenberg - Gummersbach-Osberghausen                                                                                           | 5,1 km   |
| Wanderweg                       | Quadrat gefüllt | Bielstein - westlich Mühlen an der Bech - westlich Wald - Höhe 324,2 nördlich Nümbrecht-Nallingen                                                                                                  | 3,1 km   |

Ausgangspunkt Wülfringhausen
| Rund-/Wanderweg | Wegzeichen | Wegstrecke | Weglänge |
| Rundwanderweg   | A1         | Wülfringhausen - Dahl - Oberholzen - nördlich Wiehl - Wülfringhausen                                                                                                 | 3,1 km   |
| Rundwanderweg   | A3         | Wülfringhausen - nördlich Wiehl - Oberholzen - südlich des Wohlbergs - Reichshof-Freckhausen - nördlich des Wohlbergs - Oberholzen - nördlich Wiehl - Wülfringhausen | 12,0 km  |

Ausgangspunkt Drabenderhöhe
| Rund-/Wanderweg | Wegzeichen | Wegstrecke | Weglänge |
| Rundwanderweg   | A5         | Drabenderhöhe - Brächen - Verr - Drabenderhöhe                                                                                       | 4,1 km   |
| Rundwanderweg   | A6         | Drabenderhöhe - südlich Drabenderhöhe - Drabenderhöhe                                                                                | 3,7 km   |
| Rundwanderweg   | A7         | Drabenderhöhe - Büddelhagen - nördlich Verr - Umrundung des Steimel - Much-Heckhaus - Herkberg - südlich Büddelhagen - Drabenderhöhe | 9,5 km   |

Ausgangspunkt Marienhagen
| Rund-/Wanderweg | Wegzeichen | Wegstrecke                                                                   | Weglänge |
| Rundwanderweg   | A1         | Marienhagen - östlich Alferzhagen - Merkausen - Marienhagen                  | 4,0 km   |
| Rundwanderweg   | A2         | Marienhagen - Koppelweide - Reichshof-Freckhausen - Alpermühle - Marienhagen | 7,5 km   |
| Rundwanderweg   | A3         | Marienhagen - Pergenroth - Morkepütz - Alpe - Marienhagen                    | 8,6 km   |

Ausgangspunkt Tropfsteinhöhle
| Rund-/Wanderweg | Wegzeichen | Wegstrecke | Weglänge |
| Rundwanderweg   | A1         | Tropfsteinhöhle - westlich Hübender - südlich Hübender - westlich Rommelsdorf - nördlich Hübender - Tropfsteinhöhle                            | 5,5 km   |
| Rundwanderweg   | A2         | Tropfsteinhöhle - Kleinfischbach - südlich Großfischbach - westlich Großfischbach - nördlich Großfischbach - südliches Wiehl - Tropfsteinhöhle | 5,8 km   |
| Rundwanderweg   | A3         | Tropfsteinhöhle - Kleinfischbach - nördlich Nümbrecht-Elsenroth - nördlich Nümbrecht-Abbenroth - Tropfsteinhöhle                               | 3,5 km   |
| Rundwanderweg   | A4         | Tropfsteinhöhle - nördlich Hübender - südlich Wiehl - Tropfsteinhöhle                                                                          | 2,0 km   |

Ausgangspunkt Ülpetal (südlich Bielstein)
| Rund-/Wanderweg | Wegzeichen | Wegstrecke                                                            | Weglänge |
| Rundwanderweg   | A1         | Ülpebach - westlich Mühlen an der Beche - Ülpebach                    | 4,3 km   |
| Rundwanderweg   | A2         | Ülpebach - Jennecken - Hahnermühle - Niederhof - Bielstein - Ülpebach | 6,1 km   |
| Rundwanderweg   | A3         | Ülpebach - Hahnermühle - Immen - Brächen - Bielstein - Ülpebach       | 7,9 km   |

#### Wipperfürth
- Wanderweg "Rund um Wipperfürth": Kennzeichnung: Ο, 46 km
- Wanderweg "Rund um Thier": Kennzeichnung: "T im Kreis", 17,5 km

### Rundwanderungen um die Talsperren
- Rundwanderweg um die Genkeltalsperre. Für die Umrundung der Genkeltalsperre (9,7 km) muss ab Parkplatz Lantenbach nur das Niveau zur Mauerkrone von rd. 50 m überwunden werden, dann verläuft der A4 weitestgehend eben, den Windungen des Talsperrenufers folgend.
- Rundwanderung um die Aggertalsperre. nach ca. 10 km hat man die Agger mit all ihren Armen und Buchten vollständig umrundet. Der Parkplatz des Freibads Bruch eignet sich hervorragend zum Parken.
- Rundwanderung um die Brucher Talsperre
- Rundwanderung um die Lingesetalsperre
- Rundwanderung um die Bevertalsperre in Hückeswagen
- Rundwanderung um die Wuppertalsperre in Hückeswagen
- Rundwanderung um die Neyetalsperre. Sie lässt sich in etwa drei Stunden umwandern. Die Wege laufen unmittelbar am Wasser entlang und führen ausschließlich durch den Wald.
- Rundwanderung um die Silbertalsperre (1,7 km)